# Digitaal audiomontagesysteem
Een digitaal audiomontagesysteem, of audiobewerkingsprogramma, ook wel Digital Audio Workstation (DAW) genoemd, is een systeem gemaakt voor het opnemen, aanpassen en afspelen van digitale audio. Het vormt het hart van een digitale muziekstudio, zowel in opnamestudio's alsook in studio's van (dance)producers en thuismuzikanten. Tevens kan hiermee bijvoorbeeld audio gemonteerd worden voor radioprogramma's of onderdelen (jingles, bedjes) of audio onder video ten behoeve van een film of televisieprogramma bewerkt worden.
Een groot voordeel van een digitaal audiomontagesysteem (in vergelijking met traditionele methoden) is de mogelijkheid opgenomen geluiden vrij te manipuleren, net zoals je bij een tekstverwerker getypte woorden kunt manipuleren.
Een digitaal audiomontagesysteem bestaat uit een combinatie van audio-meersporensoftware en hogekwaliteit-audiohardware.

## Toepassingen
Veelvuldig toegepaste bewerkingen zijn:
- het opnemen van audio- en midisignalen (muziek) en het nabewerken en afmixen ervan
- foley-geluiden opnemen of monteren onder een film of hoorspel
- voice-over opname en nabewerking
- mastering, het levelen van geluid naar de digitale uitzendstandaard (-9 dB digitaal, 0 dB analoog)

## Software
Veelgebruikte programma's zijn:
- Ableton Live (vooral gericht op op loops gebaseerde elektronische muziekproductie)
- Apple Logic (gericht op muziekproductie)
- Avid Pro Tools (de standaard voor audionabewerking in de film en tv-wereld en veelgebruikt voor muziekproductie)
- Bitwig Studio (gericht op elektronische muziekproductie)
- Cakewalk Sonar by Roland (gericht op muziekproductie)
- Cockos REAPER (gericht op muziekproductie)
- ImageLine FL Studio (voorheen Fruityloops; vooral gericht op elektronische muziekproductie)
- Magix Samplitude (compleet audio programma van opname tot mastering)
- Magix Sequoia (broadcasting, nabewerking en muziekproductie)
- Merging Pyramix
- Mixcraft
- Presonus Studio One (gericht op muziekproductie)
- Propellerhead Reason en Record (vooral gericht op elektronische muziekproductie)
- Steinberg Cubase (gericht op muziekproductie)
- Steinberg Nuendo (gericht op nabewerking)
- Steinberg Wavelab (mastering gerichte DAW)
- Steinberg Sequel (vooral gericht op elektronische muziekproductie)

Voor semiprofessionele toepassingen kan men denken aan:
- Adobe Audition (voorheen Cool Edit Pro)
- Apple Garageband

Programma's met geïntegreerde opname- en montagemogelijkheden:
- Dalet (de industriestandaard uitzendsoftware voor nationale radiozenders)

## Digitaal-analoogconversies
Het systeem omvat meestal een gespecialiseerde audioconverter die analoog in digitaal (ADC-conversie) én digitaal in analoog (DAC-conversie) omzet. Een digitaal, acht audiokanalen tellend systeem zou bijvoorbeeld acht discrete ingangen en een bepaald aantal uitgangen – waarschijnlijk alleen stereo – kunnen hebben voor afspelen en monitoring.
Omdat in het digitale medium de kanalen alleen symbolisch (dat wil zeggen virtueel) zijn, kunnen meersporensystemen alleen een paar mono-in- en -uitgangen hebben – de discrete audio-in- en -uitgangen zijn er voor simultane multitrackingbenodigdheden, waar gelimiteerde inputs audiomixing of latere overdubbing nodig hebben.
Een professionele DAC voert dezelfde functie uit als de veelvoorkomende geluidskaart maar is meestal extern en soms ook wel op een rek (rackmounted unit) opgesteld, wat voordelen biedt zoals minder ruis, hogere opnameresolutie en een beter dynamisch gebied.
Terwijl de meeste pc's met meersporen- en bewerkingssoftware wel kunnen functioneren als een DAW, wordt de term meestal gebruikt voor krachtiger systemen die op minimaal externe ADC-DAC- of AD/DA-hardware van hoge kwaliteit en bruikbare audiosoftware hebben. Veelgebruikte audiosoftware hiervoor is: Steinberg Cubase, Cakewalk SONAR, Ableton Live en Logic Pro. Freeware wordt ook gebruikt, zoals Audacity en Ardour.